# Wulin (köpinghuvudort i Kina, Hubei Sheng, lat 29,91, long 113,60)
Wulin (kinesiska: 乌林, 乌林镇) är en köpinghuvudort i Kina. Den ligger i provinsen Hubei, i den centrala delen av landet, omkring 100 kilometer sydväst om provinshuvudstaden Wuhan. Antalet invånare är 45 901. Befolkningen består av 21 759 kvinnor och 24 142 män. Barn under 15 år utgör 15,0 %, vuxna 15-64 år 75 %, och äldre över 65 år 9,0 %.
Runt Wulin är det tätbefolkat, med 276 invånare per kvadratkilometer. Närmaste större samhälle är Xindi, 16,3 km sydväst om Wulin. Trakten runt Wulin består till största delen av jordbruksmark.
Genomsnittlig årsnederbörd är 1 743 millimeter. Den regnigaste månaden är maj, med i genomsnitt 244 mm nederbörd, och den torraste är januari, med 42 mm nederbörd.